# Muhammad Ali (homme d'État)
Chaudhry Muhammad Ali est un homme d'État pakistanais, né le 15 juillet 1905 à Jalandhar, alors situé dans le Raj britannique et mort le 2 décembre 1982 à Karachi. Il est Premier ministre d'août 1955 à septembre 1956.
Ancien haut fonctionnaire du Raj britannique, il rejoint le gouvernement du Pakistan dès la création du pays puis est ministre des Finances de 1951 à 1955, puis devient Premier ministre d'août 1955 à septembre 1956, réussissant à doter le pays d'une nouvelle constitution établissant une république.

## Biographie

### Jeunesse et éducation
Chaudhry Muhammad Ali est né le 15 juillet 1905 à Jalandhar, dans la région du Pendjab, alors situé dans le Raj britannique. Diplômé de l'université du Pendjab, il devient ensuite haut-fonctionnaire dans le gouvernement du Raj britannique, spécialisé dans la finance, étant ainsi l'un des plus importants musulmans de la fonction publique. Dans ce cadre, il a notamment travaillé sur un document sur les conséquences administratives de la partition des Indes.

### Carrière politique
Avec l'indépendance du Pakistan, Chaudhry Muhammad Ali rejoint la nouvelle fonction publique pakistanaise et participe à l’élaboration des premiers budgets. Le 24 octobre 1951, il est nommé ministre des Finances, poste qu'il occupe pendant près de quatre ans.
Le 12 août 1955, il est nommé Premier ministre par le gouverneur général Iskander Mirza, en remplacement de Muhammad Ali Bogra. Il hérite de la tâche de mettre en place la nouvelle constitution du pays, qui voit finalement le jour en mars 1956, en établissant une République islamique. Pourtant, il démissionne avant la fin de l'année à la suite de divisions dans son propre parti, conduisant à la création du Parti républicain.